# Jerusalem (Ohio)
Pour les articles homonymes, voir Jérusalem (homonymie).
Jerusalem est un village américain situé dans le comté de Monroe, dans l'Ohio. Selon le recensement de 2010, sa population est de 161 habitants.